# Система органічного світу
Систе́ма органі́чного сві́ту — це класифікація всіх живих істот з урахуванням їхньої спорідненості не тільки за комплексом морфологічних, фізіологічних, біохімічних та молекулярно-генетичних ознак, а головне з урахуванням філогенетичної спорідненості організмів. Тобто ця система є філогенетичною.
Створення системи органічного світу є головним завданням систематики. Очевидно така система ніколи не буде створена, але це не означає, що цього не потрібно прагнути.